# Chesterfield Street
Chesterfield Street est une rue de la ville de Londres. Elle est située dans la cité de Westminster, dans le quartier de Mayfair.

## Situation et accès

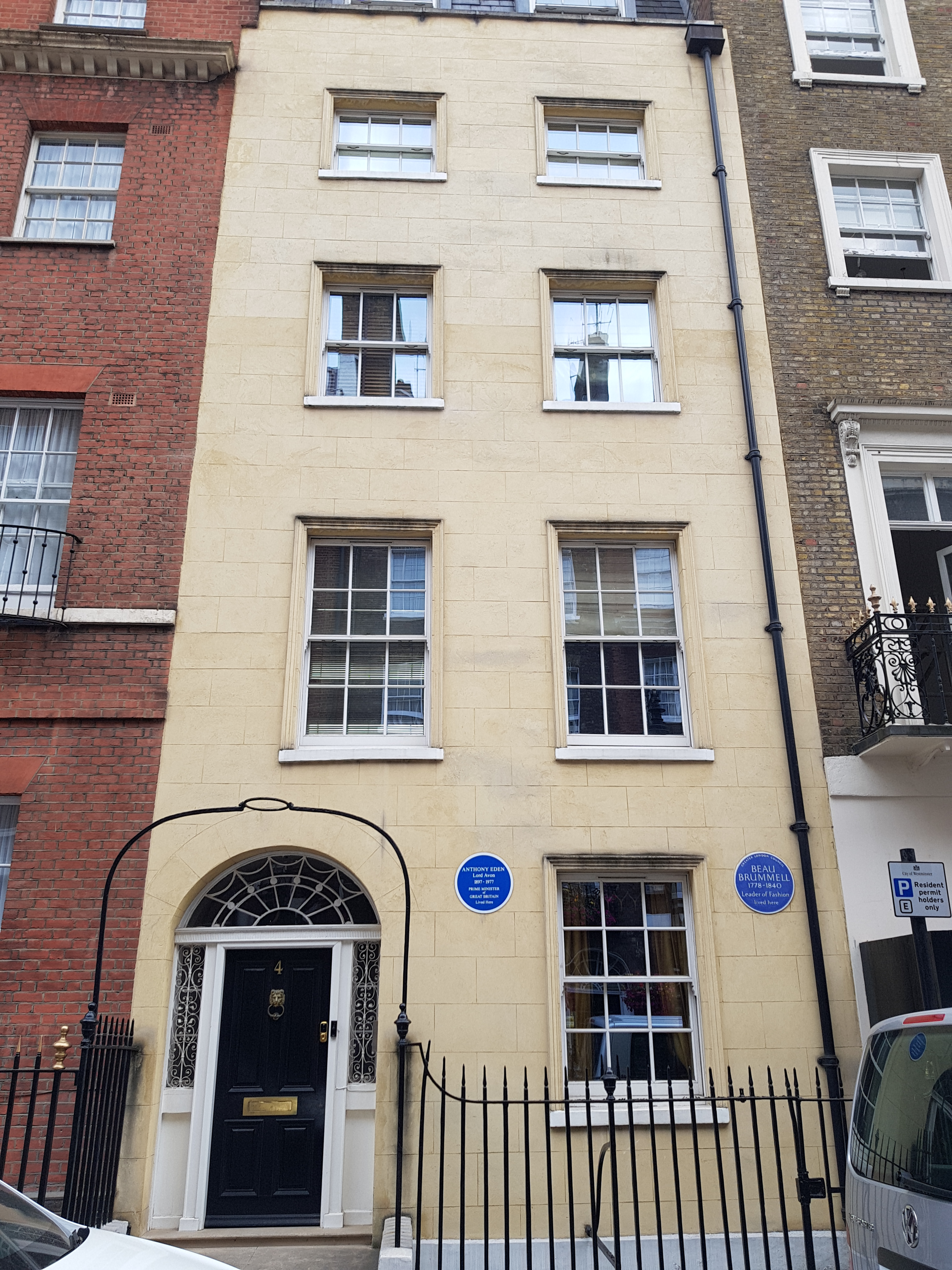
No 4.

Chesterfield Street s'étend de Charles Street à Curzon Street. Orientée nord-sud, elle est longue d’environ 85 m.
Les stations de métro les plus proches sont, côté nord, Marble Arch, où circulent les trains de la ligne  Central, Bond Street, desservie par les lignes  Central  Jubilee, et, côté sud, Green Park et Hyde Park Corner, desservies par la ligne  Piccadilly.

## Origine du nom

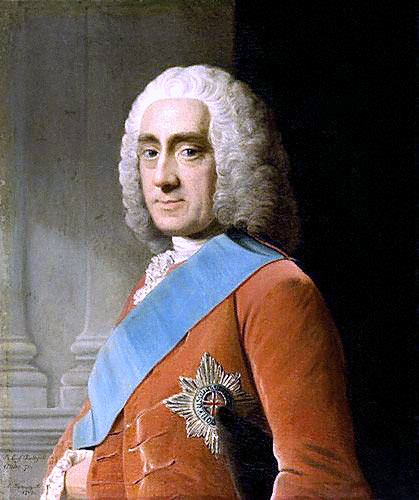
Philip Dormer Stanhope.

Philip Dormer Stanhope, 4e comte de Chesterfield, fait construire à cet endroit Chesterfield House en 1749, qui sera démolie en 1937.

## Historique
La rue a été aménagée dans les années 1740. Elle se distingue par son unité architecturale.

## Bâtiments remarquables et lieux de mémoire

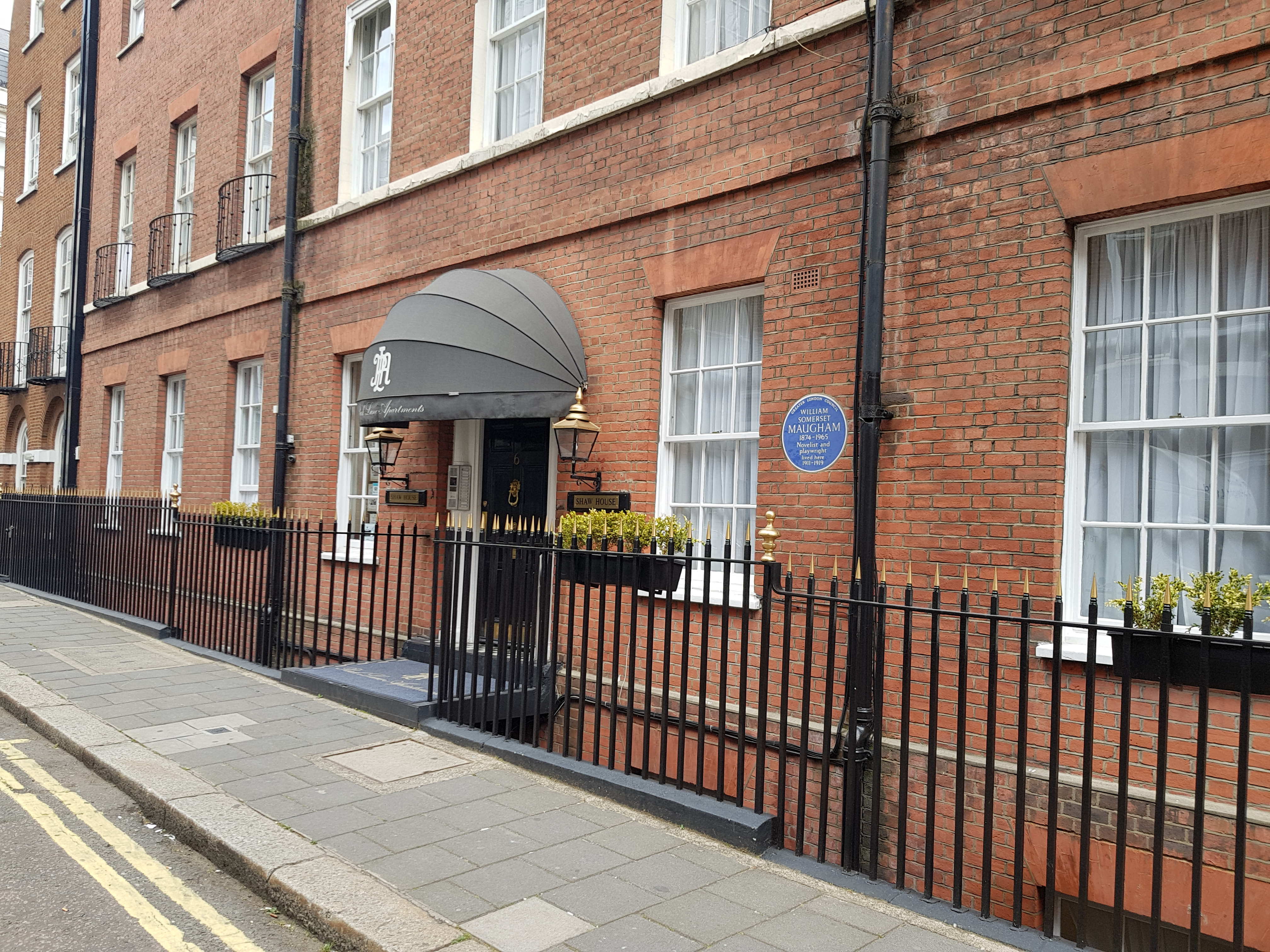
No 6.

Plusieurs bâtiments de la rue sont classés grade II.
- No 4 : le dandy Beau Brummel (1778-1840) vécut à cette adresse, comme le signale un macaron en façade.
- No 6 : l’écrivain Somerset Maugham (1874-1965) vécut à cette adresse, comme le signale une blue plaque en façade.
- No 10 : haut-commissariat des Bahamas.